# Willem Hendrik van den Bos
Willem Hendrik van den Bos (* 25. September 1896 in Rotterdam; † 30. März 1974 in Johannesburg) war ein niederländisch-südafrikanischer Astronom. Er befasste sich hauptsächlich mit der Entdeckung, Vermessung und Katalogisierung von visuellen Doppelsternen.
Van den Bos studierte ab 1913 (mit einer Unterbrechung durch den Militärdienst) in Leiden. Er führte mit dem 10½–Zöller der Universitätssternwarte Messreihen an Doppelsternen durch (1920–1925) und promovierte 1925 mit einer Arbeit über „Mikrometermessungen an Doppelsternen“.
Noch im selben Jahr ging er als Volontär an das Union-Observatorium bei Johannesburg. Dies geschah auf Einladung durch dessen Direktor, den Doppelsternexperten R.T.A. Innes, welcher einen erfahrenen Beobachter suchte, um die Arbeit am neu in Betrieb genommenen 26½–Zöller zu unterstützen.
Aus dem ursprünglich für drei Jahre geplanten Aufenthalt wurden letztlich 41 Jahre. Van den Bos trat nach Ablauf der drei Jahre zunächst eine Stelle als Hauptassistent bei H.E. Wood an, dem Nachfolger von Innes. Von 1941 bis 1956 war er selbst Direktor des Observatoriums. Auch nach dem Eintritt in den Ruhestand blieb van den Bos weiter aktiv, bis er 1966 aus gesundheitlichen Gründen seine astronomische Tätigkeit beenden musste.
Die klare Luft Südafrikas begünstigte ausgedehnte Beobachtungsreihen. Der unermüdliche Beobachter van den Bos entdeckte insgesamt etwa 3000 neue Sternpaare und führte 74000 Messungen durch. Für fast alle Beobachtungen benutze er den 26½−Zöller des Observatoriums, unterbrochen nur durch Forschungsaufenthalte am Yerkes- und dem McDonald-Observatorium (1957–58) sowie dem Lick-Observatorium (1961–63).
Van den Bos erstellte eine vollständige Liste aller 18000 bekannten Doppelsterne zwischen −19° Deklination und dem südlichen Himmelspol sowie der mehr als 95000 an diesen Sternen durchgeführten Messungen. Dieser Katalog war sein Beitrag zum „Index Catalogue of Visual Double Stars, 1961.0“, welcher 1963 in Zusammenarbeit mit dem Lick-Observatorium veröffentlicht wurde.
Van den Bos widmete sich auch theoretischen Arbeiten: Er entwickelte die Methode von Thiele-Innes zur Bahnbestimmung von Doppelsternen weiter, veröffentlichte mehr als 150 Sätze von Bahnelementen (noch ohne Unterstützung durch mechanische Rechenmaschinen) und arbeitete auch an verschiedenen anderen Rechenverfahren.
Von 1938 bis 1952 war van den Bos Präsident der Kommission 26 (Doppelsterne) der Internationalen Astronomischen Union. In den Jahren 1943/44 und 1955/56 war er Präsident der Astronomical Society of Southern Africa.
Die Königlich Niederländische Akademie der Wissenschaften wählte ihn 1955 zum korrespondierenden Mitglied. Van den Bos erhielt die Goldmedaille der Königlich Dänischen Akademie der Wissenschaften sowie die Gill-Medaille der Astronomical Society of Southern Africa. Der Asteroid (1663) van den Bos und ein Mondkrater wurden nach ihm benannt.